# Concorde-flyulykken i Paris år 2000
Concorde-flyulykken i Paris 25. juli 2000 skete, da et Air France Concorde-fly med kendingsbogstaverne F-BTSC på flyrutenummer AF 4590 styrtede ned kort efter starten fra Aéroport Paris-Charles de Gaulle med planmæssig destination John F. Kennedy International Airport i New York. Ved ulykken omkom samtlige 109 ombordværende, der bestod af 9 franske besætningmedlemme og 100 passagerer, fortrinsvis tyskere, men også et dansk ægtepar fra Højbjerg. Udover de ombordværende omkom fire personer på nedstyrtningsstedet, et hotel ved La Patte-d'Oie de Gonesse nær Le Bourget-lufthavnen.
Passagererne skulle have været på et 16-dages luksuskrydstogt med MS Deutschland fra New York via Bahamas og Cuba til Manta i Ecuador, arrangeret af Peter Deilmann Reederei GmbH & Co i Neustadt ved Lübeck.
Efterforskningen viste, at flyets venstre dæk eksploderede under starten, da det ramte en flydel på banen, som stammede fra en 5 minutter tidligere lettet Continental Airlines DC-10.
Dækrester gennemtrængte undersiden af venstre vinge og forårsagede et læk i en brændstoftank lige foran motorernes luftindtag.
Indsugning af det udstrømmende brændstof forårsagede en kraftig reducering i motorkraften på et kritisk tidspunkt kort efter, at flyet var lettet.
Det efterfølgende tab af hastighed førte på trods af besætningens meget dygtige forsøg på at holde flyet i luften til fuldstændig tab af kontrol og dermed nedstyrtning.

## Eksterne links
- To danskere blandt 113 omkomne i Concorde-styrt - Berlingske 25. juli. 2000
- Concorde-styrtet: Danske ofre ville forkæle sig selv - BT 27. juli. 2000
- Concorde-piloternes sidste ord - BT 5. sep. 2000
- Amerikansk flyselskab får skylden for Concorde-styrt - Politiken 6. dec. 2010
- Dansk flymekaniker er dømt for Concorde-ulykken - Politiken 7. dec. 2010
- Flyselskab frifundet for Concorde-styrt - Jyllands-Posten 29. nov. 2012

48°59′08″N 2°28′20″Ø / 48.985555555556°N 2.4722222222222°Ø